# Bernhard von Plettenberg (Bildhauer)
Bernhard von Plettenberg (* 23. April 1903 in Hovestadt; † 18. November 1987 in Neuss) war ein deutscher Bildhauer.

## Familie
Bernhard stammte aus der Lenhausener Linie des westfälischen Adelsgeschlechtes der von Plettenberg. Seine Eltern waren Joseph von Plettenberg (1866–1951) und Helene Gräfin zu  Stolberg-Stolberg (1875–1933).
Am 17. Oktober 1935 heiratete er Therese Freiin und Edle Tochter von und zu  Eltz-Rübenach (1906–1974). Das Paar hatte folgende Kinder:
- Hedda-Olympia (* 1936)

⚭ 1963 Volker (Boris) von Schintling-Horny (* 1938), geschieden 1970
⚭ 1974 Gabriel Graf von Plettenberg (* 1951)
- Kunhard (* 1938) ⚭ 1968 Margarita Freiin von Fürstenberg (1946–1999)
- Siegfried (* 1939) ⚭ 1963 Elisabeth-Charlotte Freiin von Elverfeldt, gen. von Beverfoerde-Werries (* 1941), geschieden 1968
- Uta-Krimhild (* 1941) ⚭ 1969 Christian Winzer (* 1947)
- Ida-Maria (* 1943) ⚭ 1971 Günzel von Itzenplitz (* 1941)
- Michael (* 1949) ⚭ 1977 Elsbeth Vogt (1944–2002), geschieden 1986

## Leben
18-jährig nahm er Mal- und Zeichenunterricht bei dem spanischen Maler Antonio Fabrés. Daran schloss sich das Studium der Anatomie auf der badischen Landeskunstschule in Karlsruhe an und Ende 1922 ging er nach München, um dort seine Studien fortzusetzen. Er verlegte sich mehr auf die Bildhauerei und nach einem Studienaufenthalt in Berlin kehrte er 1928 nach München zurück und wurde Schüler des Bildhauers Josef Wackerle.
In den 1930er und 1940er Jahren stellte er auf mehreren „Großen Deutschen Kunstausstellungen“ im Haus der Deutschen Kunst in München aus. Eine staatliche Werkstatt für ihn war neben denen von Josef Thorak und Arno Breker in Berlin-Grunewald in der Kronprinzenallee geplant.
Im April 1939 erhielt er von Adolf Hitler persönlich den Staatsauftrag, für die Nibelungenbrücke in Linz an der Donau vier Monumentalfiguren zu entwerfen: Siegfried, Kriemhild, Gunter und Brunhild, die Hauptfiguren aus dem Nibelungenlied und in Richard Wagners literarischer Verarbeitung im Der Ring des Nibelungen. Auf 2,5 m hohen Sockeln sollten sie sich 6,5 m hoch erheben. Seine Besprechungen darüber mit Adolf Hitler hat er schriftlich festgehalten. Im April 1940 waren Entwürfe der Reiterfiguren, im Maßstab 1:9 in Gips gegossen und wie grauer Granit getönt, fertiggestellt und Plettenberg präsentierte sie Hitler in der Reichskanzlei. Er hatte genau dessen Geschmack getroffen, wie aus dessen Äußerungen hervorgeht. Um die Wirkung der Figuren zu erproben, wurden Siegfried und Kriemhild in Originalgröße in Ton modelliert und am vorgesehenen Standort aufgestellt. Hitler reiste eigens Anfang April 1943 mit einem Sonderzug nach Linz um die beiden am Südende der Brücke aufgestellten Figuren in Augenschein zu nehmen. Hitlers äußerte sich enthusiastisch: „Deutsche Kunst! Sehen Sie sich die Details des Pferdekopfes an! Plettenberg ist wirklich ein gottbegnadeter Künstler!“. Diese Äußerungen wirkten auf seine Begleiter eher peinlich, wie Albert Speer in seinen Erinnerungen schreibt. Aufgrund des Krieges kam es nicht mehr zur Herstellung der Figuren. Die Modelle wurden beschädigt und wieder abgetragen. Nur die leeren Flächen am Nord- und Südende der Brücke erinnern heute an die vorgesehenen Figuren.
Nach dem Krieg lebte und arbeitete von Plettenberg in Lohe bei Lippstadt.

## Werke (Auswahl)

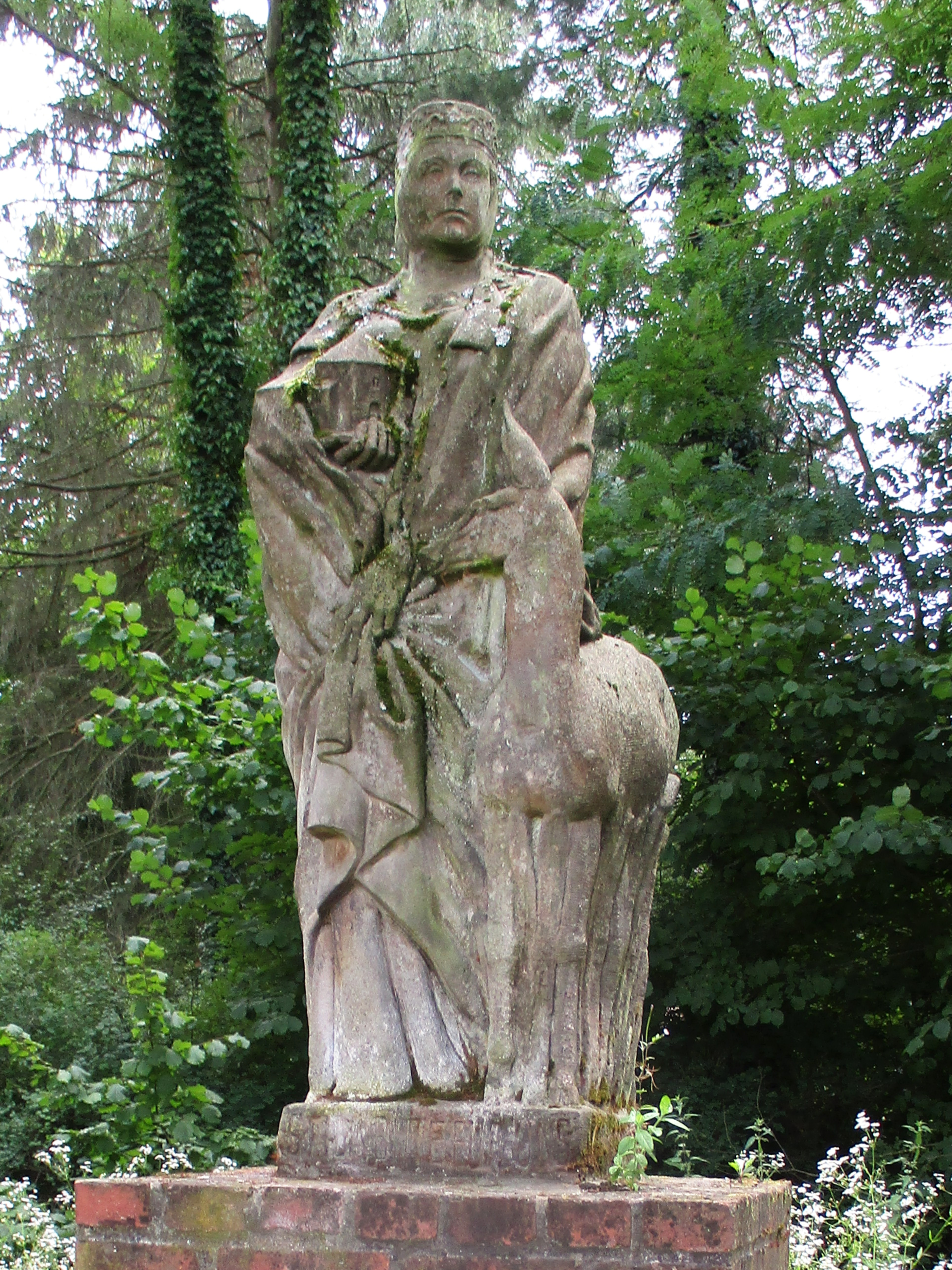
Ida-Statue im Althof von Schloss Hovestadt in Lippetal.
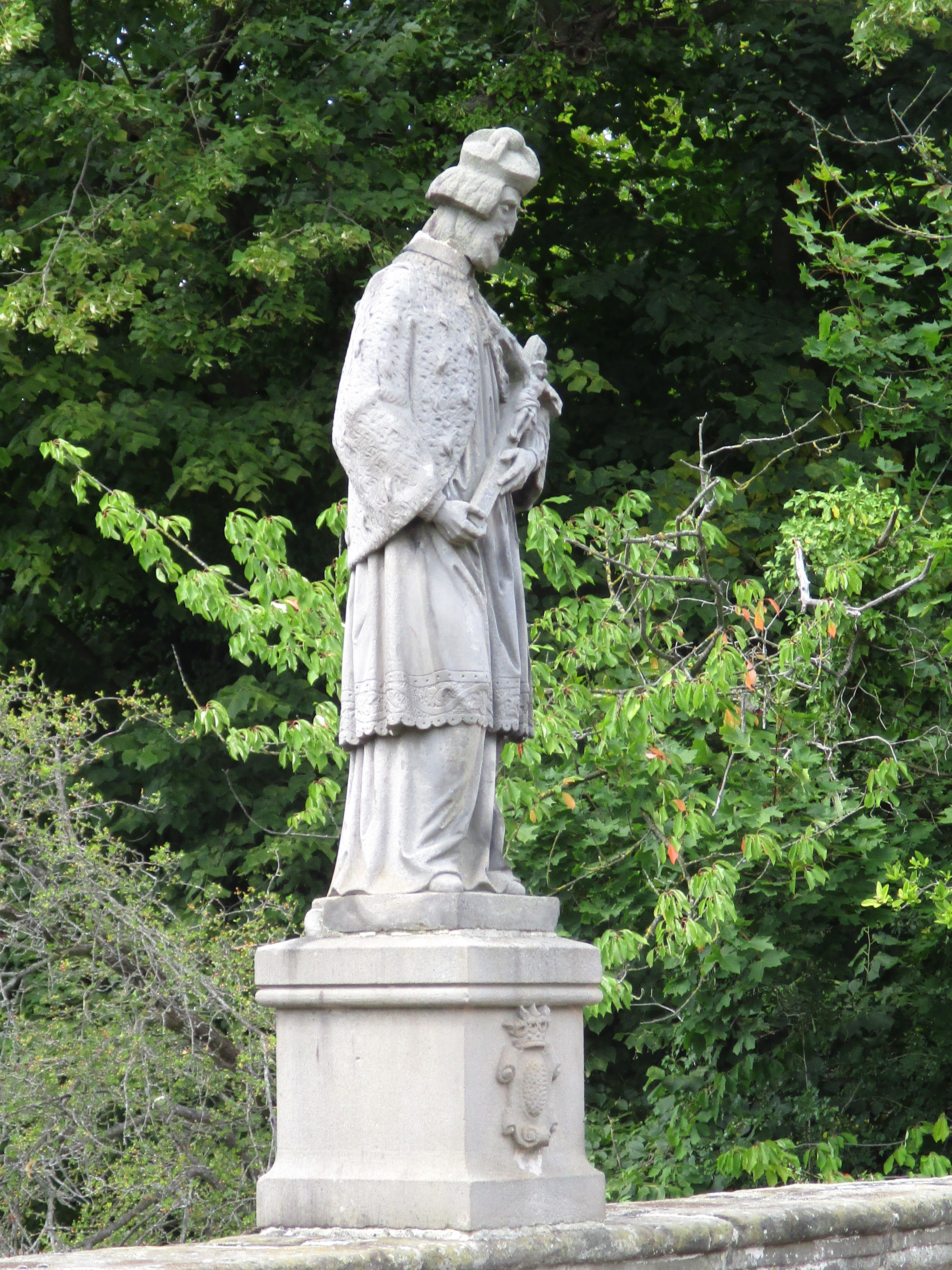
Kopf der im 2. Weltkrieg zerstörten Nepomukstatue am Schloss Hovestadt in Lippetal.
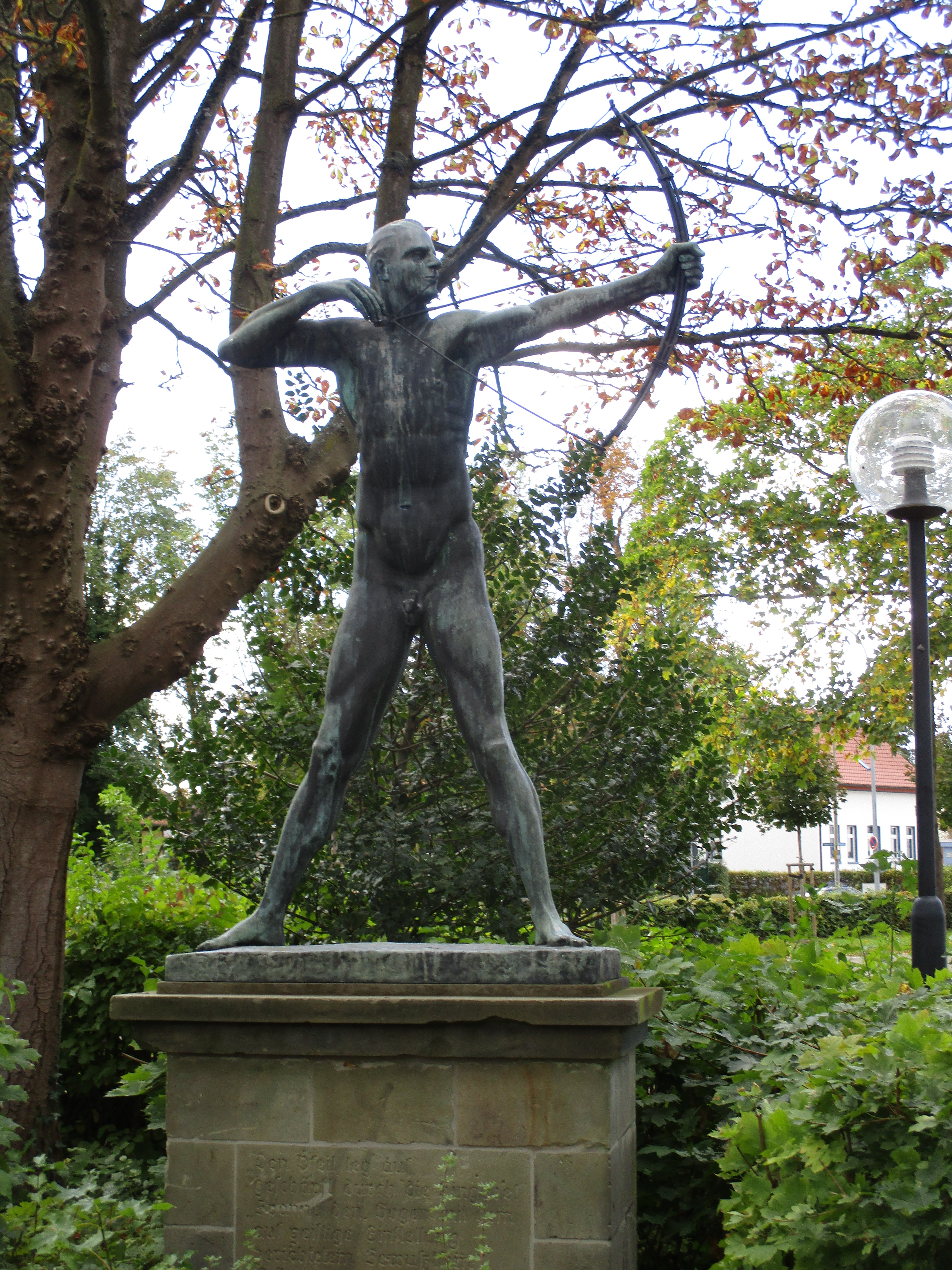
Schütze am Hubertus-Schwartz-Berufskolleg in Soest.
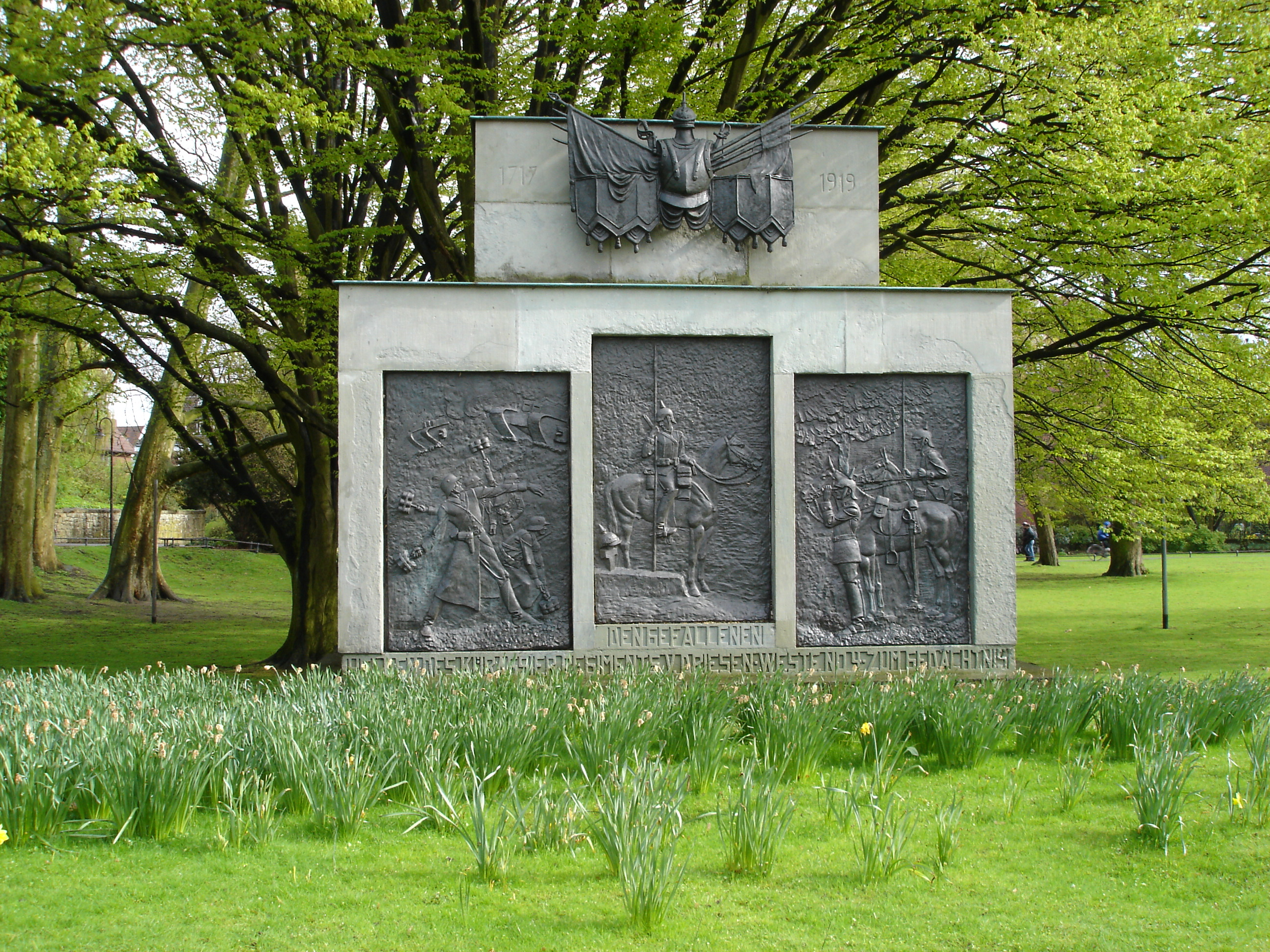
Kürassier-Denkmal in Münster.